# Храм Спаса Преображения на Братском кладбище
Храм Спа́са Преображе́ния на Бра́тском кла́дбище — утраченный православный храм, располагавшийся на Московском городском Братском кладбище жертв Первой мировой войны. Был построен в 1915—1918 годах по проекту Алексея Щусева на средства супругов Катковых. По архитектуре храм относился к неорусскому стилю с традициями северного зодчества. К пятиглавому храму сложной несимметричной формы примыкала арочная звонница. Главный престол был освящён в честь праздника Преображения Господня, боковые приделы — во имя архангела Михаила и апостола Андрея Первозванного. Преображенская церковь стала последним полностью осуществлённым Щусевым проектом храма.
Некоторое время храм являлся действующим и был закрыт в конце 1920-х — начале 1930-х годов. Снесён в конце 1940-х годов в ходе застройки Новопесчаной улицы.

## Расположение

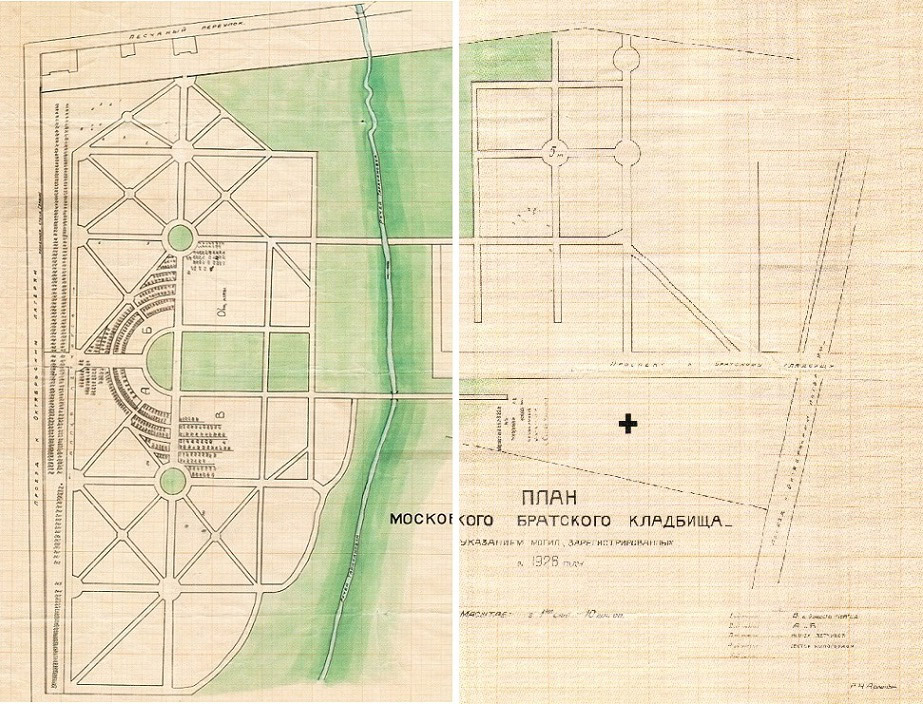
План Братского кладбища 1926 года.
Положение храма отмечено крестом.

Существует распространённая легенда, согласно которой на месте снесённого храма сейчас стоит кинотеатр «Ленинград» (расположенный по адресу Новопесчаная улица, дом № 12), однако это не соответствует действительности. Храм Преображения располагался примерно в 240 метрах восточнее в середине нечётной стороны улицы Луиджи Лонго (там, где сейчас угол дома № 13К3 по Новопесчаной улице). До революции современная улица Лонго представляла собой дорогу, соединявшую Петроградское шоссе с Братским кладбищем.

## История

### Предыстория
6 (19) сентября 1914 года на совещании Городской Управы была оглашена телеграмма Великой княгини Елизаветы Фёдоровны, в которой она просила создать на окраине Москвы Братское кладбище для жертв Первой мировой войны, скончавшихся в московских госпиталях. Вскоре врач Сергей Пучков, назначенный попечителем кладбища, огласил основные идеи будущего мемориала:
Проектируемое кладбище должно быть не только во всех отношениях благоустроенным, но оно должно служить памятником великих событий, ныне нами переживаемых, а также памятником дружной объединённой работы общественных сил в деле оказания помощи жертвам войны, почему участок земли для кладбища должен быть значительного размера и на нём необходимо соорудить храм, по величине и архитектуре отвечающий указанной выше цели.
По замыслу Пучкова храм предполагалось освятить в честь праздника День всех святых. В таком случае в день этого праздника в храме совершалось бы торжественное богослужение с поминовением усопших воинов.
В начале 1915 года к работам по проектированию Братского кладбища подключился архитектор Р. И. Клейн. Согласно его идее, к кладбищенскому храму должны были примыкать две полуциркулярные галереи, которые соединяли бы главный объём с музеями войны. В одном из них предполагалось разместить соответствующую литературу, а в другом — военные трофеи. Клейн предлагал объявить среди архитекторов всероссийский конкурс на лучший проект храма.
Под будущее кладбище был приобретён участок земли в подмосковном селе Всехсвятском (в 1917 году оно вошло в состав Москвы). 15 (28) февраля 1915 года состоялись торжественное открытие кладбища и первые погребения. Тогда же была освящена часовня, которая задумывалась как временная до строительства храма.
Согласно первоначальному плану для будущего храма отводилось место в центральной части кладбища. Его предполагалось окружать концентрическими рядами могил (позднее храм решено было возвести в восточной части кладбища около дороги, ведущей к Петроградскому шоссе).

### Основание и строительство

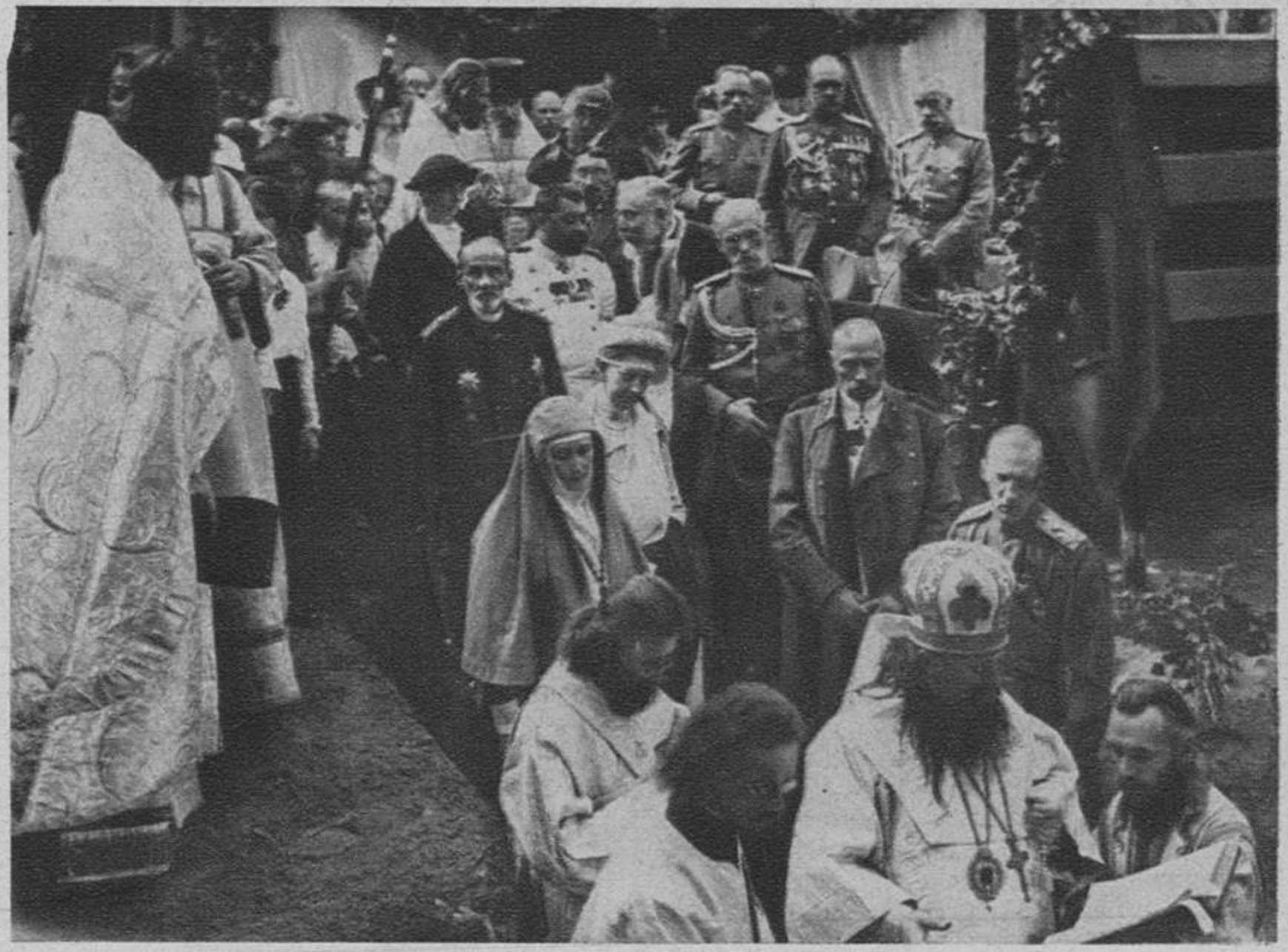
Елизавета Фёдоровна, Иоанн Константинович и супруги Катковы на закладке храма

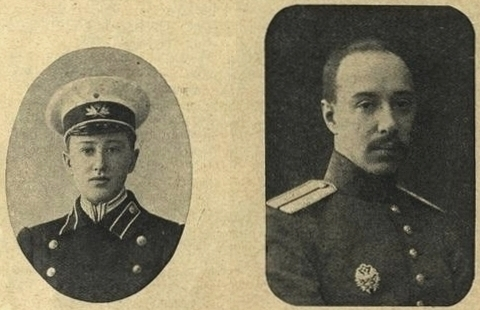
Братья Андрей и Михаил Катковы

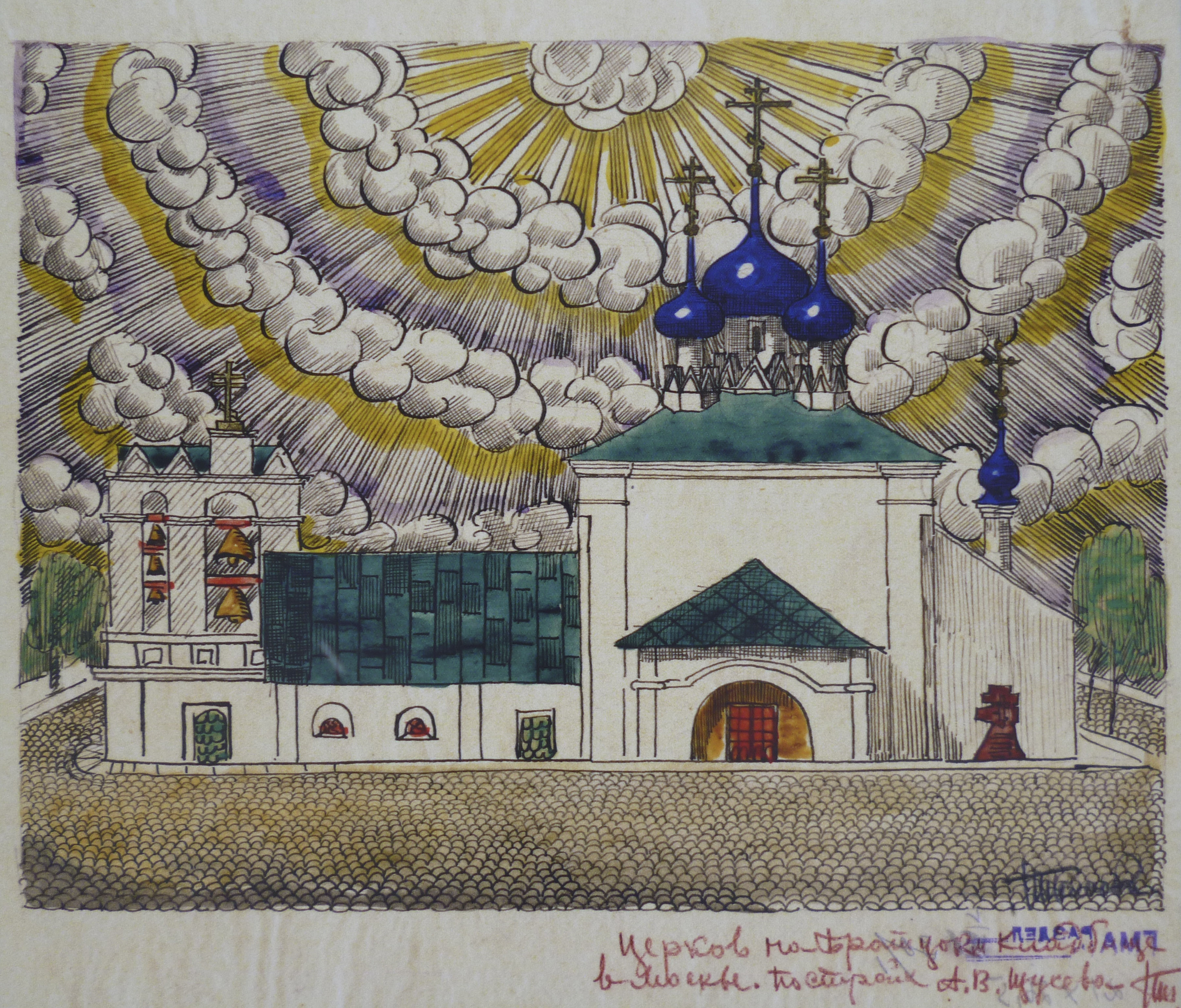
Храм Спаса-Преображения.
Рисунок. Н. Я. Тамонькина.

Несмотря на то, что задача строительства храма на Братском кладбище изначально была одной из приоритетных, она требовала немалых средств, которых у города не было. Однако помог случай: в июле 1915 года в Московскую городскую думу обратились супруги Андрей Михайлович и Мария Владимировна Катковы, потерявшие в войне двух сыновей. Они предложили построить на Братском кладбище небольшой храм, выделив все необходимые средства. Супруги Катковы просили соблюсти лишь некоторые условия: храм созидается во имя Преображения Господня (братья Катковы погибли в день Преображения); приделы храма должны быть освящены во имя архангела Михаила и апостола Андрея Первозванного — по тезоименитству сыновей; храм должен быть построен по одобренному Катковыми проекту архитектора Алексея Щусева. Городская дума с благодарностью приняла это предложение. Поскольку на тот момент власти ещё не отказывались от планов строительства грандиозного храма-памятника, Преображенскую церковь было предложено соорудить в обособленном месте кладбища, во избежание возможной дисгармонии с будущим основным храмом.
Закладка первого камня состоялась в 2 часа дня 6 (19) августа 1915 года — в годовщину гибели братьев Катковых. На торжественной церемонии присутствовало большое количество народа, в том числе Великая княгиня Елизавета Фёдоровна, князь Иоанн Константинович и супруги Катковы. В этот день состоялись молебен и Крестный ход, а затем в основание церкви поместили металлическую мемориальную доску с надписью, что храм сооружён на средства А. М. и М. В. Катковых «в память и первую годовщину смерти их сыновей Михаила и Андрея, павших в славном бою с германцами в Восточной Пруссии». Богослужение совершил епископ можайский Димитрий. В тот же день рядом с будущим храмом был открыт отдельный участок для захоронения сестёр милосердия.
Алексей Щусев разработал проект храма в 1915 году. Отдельные чертежи и расчёты прочности и устойчивости конструкции выполнялись в 1916 году. Помимо Щусева, в проектировании храма принимали участие Н. Н. Капустин и А. Ф. Струй. В начале 1917 года был утверждён окончательный проект. Храм был рассчитан на 252 молящихся. Проект внутреннего убранства цокольного этажа храма, посвящённого сёстрам милосердия, был разработан художником Н. Я. Тамонькиным. Роспись внутреннее убранство и роспись храма должен был выполнить художник А. И. Савинов.
Придел во имя Архангела Михаила был освящён 8 (21) августа 1916 года. Придел во имя Андрея Первозванного освятили 15 (28) января 1917 года. Тогда же в храме состоялись первая литургия и молебствие, которое отслужил настоятель церкви находившегося неподалёку Сергиево-Елизаветинского убежища П. В. Соколов. На богослужении присутствовала М. В. Каткова (её муж умер в декабре 1915 года). Освящение самой церкви откладывалось, так как необходимо было осушить стены и украсить их живописью. Основной храм был освящён лишь в декабре 1918 года, но внутреннюю роспись полностью завершить не удалось. По свидетельству историка архитектуры М. И. Александровского, храм был «низенький, бледный, почти неприглядный».

### Закрытие и снос

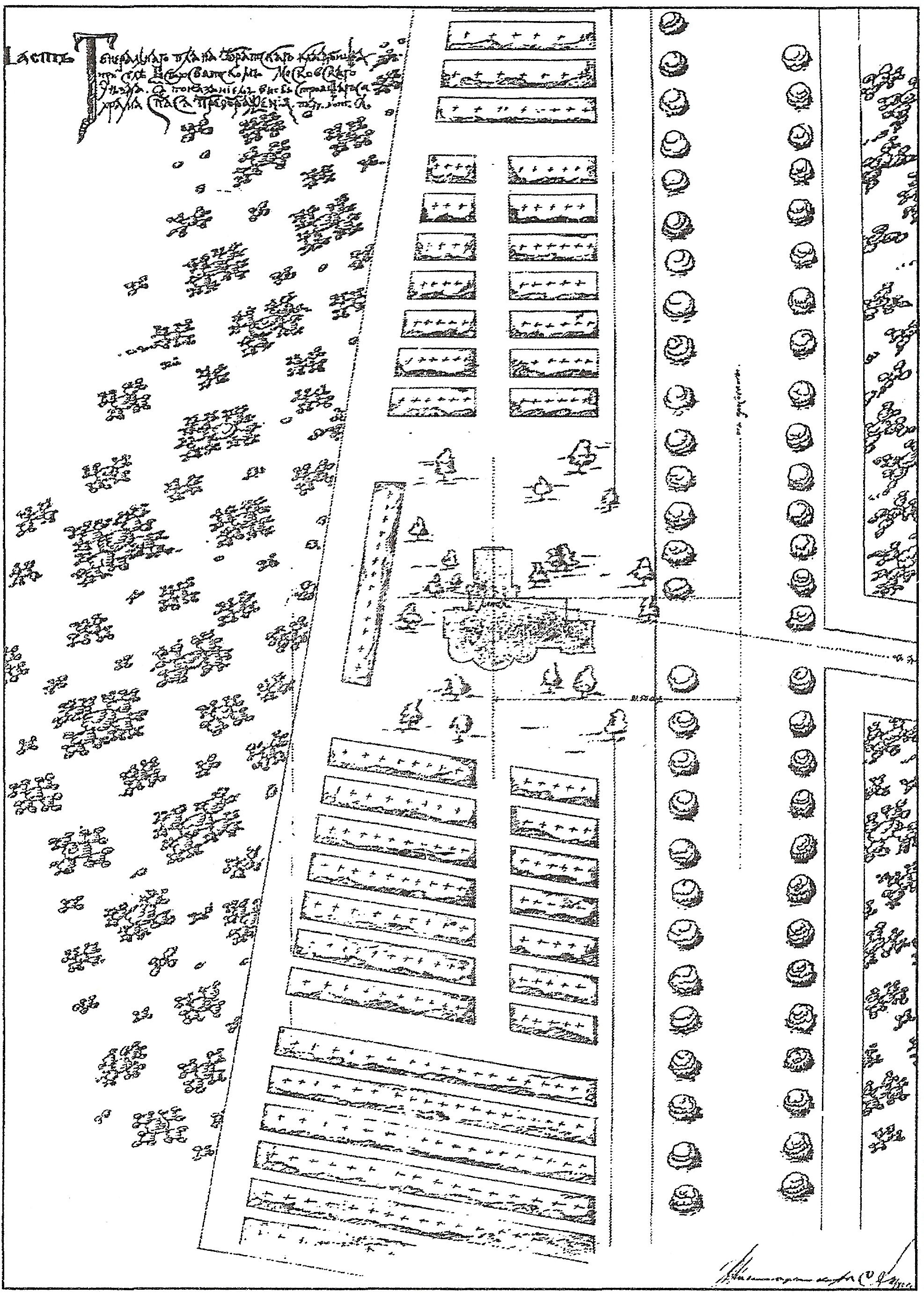
Расположение храма на карте кладбища

После закрытия в 1918 году церкви Сергиево-Елизаветинского убежища ценности и утварь были перенесены в храм Спаса Преображения. В начале 1920-х годов часть подвальных помещений храма была передана под склад соседнему техникуму для инвалидов. В 1924 году храм посетил инспектор отдела административного надзора Моссовета Брыков. В своём отчёте он написал, что церковь внутри наполовину недостроена. По мнению Брыкова, церковь служила доходным местом для попов, которые халатно относятся к церковному имуществу, из-за чего она год назад была ограблена. Поэтому последовало предложение закрыть церковь и полностью передать её техникуму для инвалидов имени Карла Маркса. Это предложение было поддержано администрацией техникума и ячейками РКП(б) и РКСМ. Предположительно, какое-то время церковь ещё действовала, и её закрыли в конце 1920-х — начале 1930-х годов.
В 1932 году Братское кладбище было ликвидировано и превращено в парк. Тогда же вышел указ о сносе храма: «имея в виду, что церковь, называемая „Преображение“, находится на территории, отведённой МВО под сверхударное строительство».
Тем не менее, храм тогда не был снесён. 13 июля 1933 года Московское отделение скульпторов написало письмо с просьбой «предоставить свободную церковь на братском кладбище в селе Всехсвятском, находящуюся в ведении культурного сектора Моссовета», для организации скульптурной мастерской. Просьба эта была удовлетворена. Известно, что в 1938 году в мастерской, находившейся в здании церкви, лепили конную статую М. В. Фрунзе. Здание было снесено лишь в конце 1940-х годов с началом застройки района Песчаных улиц.

### Память

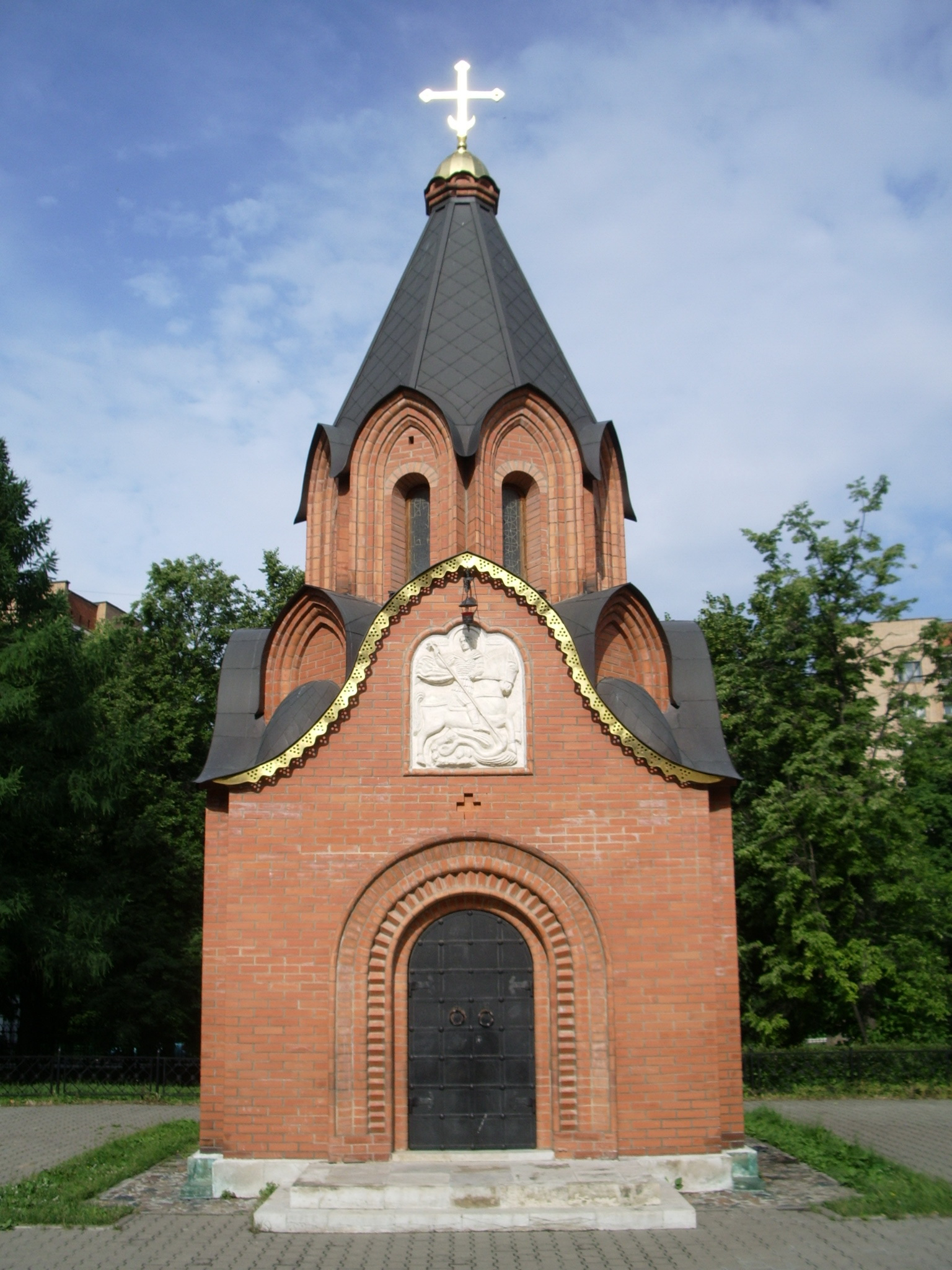
Часовня, построенная в 1998 году

В 1998 году в Мемориальном парке, расположенном на территории бывшего Братского кладбища, была открыта часовня Спаса Преображения. Своё название она получила в память о снесённом храме. Часовня построена в совершенно другом архитектурном стиле и находится вдалеке от месторасположения храма.
Там, где стоял храм Спаса Преображения, сейчас находится квартал жилых домов, поэтому восстановить его на прежнем месте не представляется возможным. В 2014 году Елисаветинско-Сергиевское просветительское общество предложило воссоздать храм Спаса Преображения по сохранившемуся проекту на территории Мемориального парка.

### Археологические раскопки
В марте 2025 года стало известно, что в подвале дома 13 по Новопесчаной улице неизвестным проводились раскопки, в результате которых были обнаружены, предположительно, фундаменты и фрагменты кладки нижних частей стен храма Спаса Преображения на Братском кладбище. В частности, видны полукруглые выступы двух апсид, обращённых к востоку. В другом помещении подвала сохранились участки старинной кирпичной кладки (высотой от 1 до 1,5 м), отличающиеся от кладки 1940-х годов в верхней части стен, а также фрагменты кирпичной выстилки пола. На старинных кирпичах видны клейма «И П Воронин». На месте 14 марта побывал инспектор археологической службы Мосгорнаследия, зафиксировал вскрытые фрагменты исторического здания. Перспективы их сохранения и тем более постановки на госохрану как археологических объектов пока неясны, поскольку все происходит в подвале жилого дома.

## Архитектура

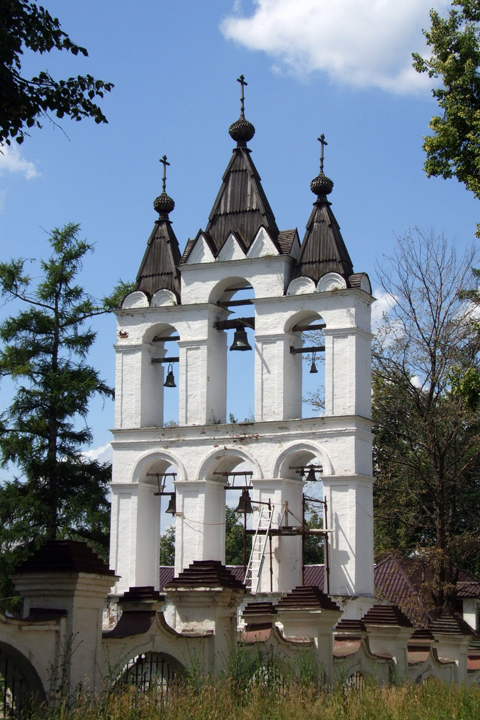
Звонница собора в Больших Вязёмах

Храм Спаса Преображения построен в неорусском стиле. Алексей Щусев следовал традициям средневекового русского зодчества, в частности псковской архитектуре. Храм представлял собой сложный объём. В южной части находились придельные алтари. С севера к храму примыкала арочная звонница, подражавшая звоннице Спасо-Преображенского собора в Больших Вязёмах. В нижней части звонницы размещалась часовня для отпевания покойников. Высокий четверик с четырёхскатным перекрытием завершало пятиглавие. По своей композиции церковь во многом была схожа с собором Успения Пертоминского монастыря Архангельской губернии.
Здание храма Щусев сделал асимметричным, что соответствует традициям средневековой архитектуры русского севера. Архитектор не стремился буквально копировать детали старых русских храмов, а старался стилизовать их с помощью современного инженерного и художественного проектирования. В оформлении чувствовалось влияние стиля модерн. Алексей Щусев уделял главное внимание пластичности и эстетической выразительности форм, лаконичной игре объёмов, а также поискам новой пластики. Некоторые элементы псковской архитектуры переданы достаточно достоверно: скромно оформленный прямоугольный объём храма, наличие трёх апсид и звонницы, оконные проёмы характерной формы. Отдельные детали намеренно изменялись архитектором. Так, храм имеет пятиглавие (вместо одноглавия), четырёхскатные покрытия (вместо восьмискатных), а апсиды завершает скатная кровля (вместо сводчатой). Некоторые детали утрировались архитектором для достижения большей выразительности, например, приплюснутые формы глав, пояса фронтонов вокруг барабанов и тому подобное. Основываясь на достижениях русского зодчества, архитектор дополнял и исправлял некоторые части и формы, таким образом находя собственный монументальный стиль.

Планы храма Спаса Преображения
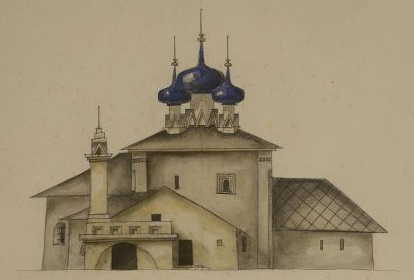
Северный фасад
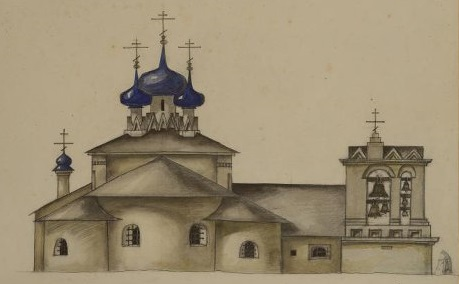
Восточный фасад
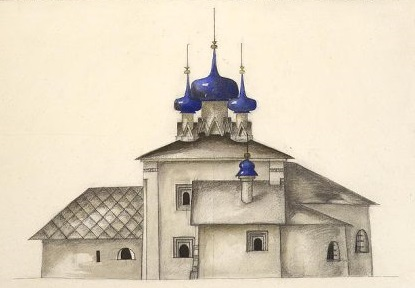
Южный фасад
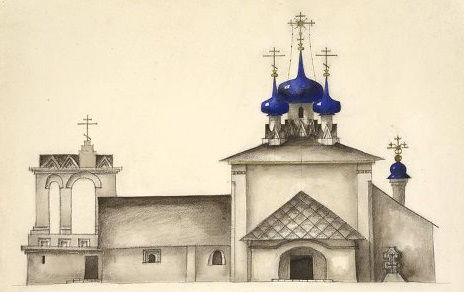
Западный фасад